# Silene colorata
Silene colorata Poir. è una pianta annuale appartenente alla famiglia delle Caryophyllaceae.

## Descrizione
È un'erbacea annuale alta fino a 40 cm. Il fusto è ramificato alla base ed eretto. Le foglie, vellutate e lunghe da 1 a 3 cm, sono lineari od oblanceolate e quelle basali sono più grandi delle altre. I fiori sono vistosi e di colore roseo-violetto, presentano una corolla con 5 petali bilobati più lunghi del calice e 5 stami. Il calice è lungo circa 15 mm e a forma di clava. I fiori presentano brattee lanceolate e dei corti peduncoli; sono in numero da 1 a 4 e sono portati su infiorescenze simili a racemi. I frutti sono capsule denticide di forma ovoidale lunghe dai 7 ai 9 mm, sorrette da un breve carpoforo. I semi sono di colore bruno e reniformi, lunghi da 0,6 a 1,7 mm e con due ali dorsali piuttosto strette. Il periodo di fioritura va da aprile a giugno.

## Distribuzione e habitat
L'areale di questa specie si estende dalle isole Canarie attraverso il bacino del Mediterraneo sino al nord dell'Iraq.
Cresce in prevalenza sui terreni sabbiosi delle zone litoranee.